# Počenice-Tetětice
Počenice-Tetětice ist eine Gemeinde in Tschechien. Sie liegt 13 Kilometer westlich von Kroměříž und gehört zum Okres Kroměříž.

## Geographie
Počenice-Tetětice befindet sich in den nördlichen Ausläufern des Litentschitzer Hügellandes im Tal des Baches Tištínka. Nördlich erheben sich der Vejvaň (298 m) und die Hájky (348 m), im Nordosten die Čizová (363 m), östlich die Hambalky (374 m) und der Troják (Dreystein, 396 m) sowie südlich die Přední díly (343 m) und der Kleštěnec (498 m)
Nachbarorte sind Unčice, Pavlovice u Kojetina, Dřínov und Vlčí Doly im Norden, Srnov und Věžky im Nordosten, Popovice und Rataje im Osten, Medlov und Zborovice im Südosten, Troubky, Zdislavice und Slížany im Süden, Morkovice, Pornice,  Pačlavice und Kratochvíle im Südwesten, Prasklice und Pančocha im Westen sowie Okluky, Osíčany, Koválovice u Tištína und Uhřice im Nordwesten.

## Geschichte
Die erste schriftliche Erwähnung von Počenice erfolgte 1283, die von Tetětice im Jahre 1358.
Beide Orte bildeten ab 1850 selbständige Gemeinden in der Bezirkshauptmannschaft Kremsier. Mit Beginn des Jahres 1961 erfolgte der Zusammenschluss zu einer Gemeinde Počenice-Tetětice.

## Gemeindegliederung
Die Gemeinde Počenice-Tetětice besteht aus den Ortsteilen Počenice (Potschenitz) und Tetětice (Tetietitz) sowie der Einschicht Srnov.

## Sehenswürdigkeiten
- barocke Kirche des hl. Bartholomäus in Počenice, erbaut im 18. Jahrhundert
- Kapelle des hl. Schutzengel in Tetětice, aus dem Jahre 1836